# 20. březen
20. březen je 79. den roku podle gregoriánského kalendáře (80. v přestupném roce). Do konce roku zbývá 286 dní. Svátek má Světlana. Tento den v současnosti většinou nastává jarní rovnodennost.

## Události

### Česko
- 1393 – Sv. Jan Nepomucký, generální vikář a nejbližší spolupracovník pražského arcibiskupa Jana z Jenštejna, byl na příkaz krále Václava IV. umučen a vhozen do Vltavy.
- 1467 – Papež Pavel II. jmenoval Zdeňka Konopišťského ze Šternberka hlavou katolíků v boji proti Jiřímu z Poděbrad.
- 1475 – Položení základního kamene Prašné brány v Praze.
- 1485 – Na zemském sněmu v Kutné Hoře byl mezi katolíky a kališníky sjednán Kutnohorský náboženský mír.
- 1775 – Selské guberno, spolek vesnických rychtářů na náchodském panství v čele s Antonínem Nývltem ze Rtyně vydalo návrh na tažení sedláků do Prahy pod vlivem zpráv o robotním patentu.
- 1935 – Bylo zřízeno Ředitelství opevňovacích prací a Rada pro opevňování pro řízení výstavby opevnění.
- 1950 – Římskokatoličtí biskupové a duchovní v Československu byli donuceni složit tzv. slib věrnosti republice.
- 1953 – Na zasedání ÚV KSČ bylo rozhodnuto neobsazovat funkci předsedy strany a řízením činnosti stranického aparátu pověřit jednoho z tajemníků ÚV KSČ – Antonína Novotného. Pro tuto funkci přijato označení "první tajemník".
- 1992 – Firma McDonald's otevřela svou první pobočku v České republice ve Vodičkově ulici.
- 1993 – Ministerstvo vnitra zpřístupnilo oficiální seznamy spolupracovníků StB.
- 2008 – Při hromadné nehodě na dálnici D1 bylo zraněno 30 lidí a poškozeno 231 vozidel.
- 2018 – Došlo k rozpuštění politické strany Úsvit.

### Svět
- 0141 – 6. předpovězený průlet Halleyovy komety.
- 1345 – Konjunkce Saturnu, Jupiteru a Marsu měla podle středověkého myšlení za následek epidemii moru.
- 1415 – Vzdoropapež Jan XXIII. uprchl z Kostnice z koncilu svolaného Zikmundem Lucemburským.
- 1525 – Pařížský parlament začal pronásledovat protestanty.
- 1602 – Vznik obchodní firmy Nizozemská Východoindická společnost.
- 1852 – V USA vyšla knížka Harriet Beecher Stoweové Chaloupka strýčka Toma.
- 1916 – Albert Einstein publikoval svou obecnou teorii relativity.
- 1956 – Tunisko získalo nezávislost od Francie.
- 1995 – Na tokijské metro zaútočila jedem sarin teroristická sekta Óm šinrikjó.
- 2003 – USA a jejich spojenci zahájili útok na Irák.
- 2016 – Barack Obama navštívil Kubu jako první úřadující americký prezident od roku 1928.

## Narození
Automatický abecedně řazený seznam viz Kategorie:Narození 20. března

### Česko

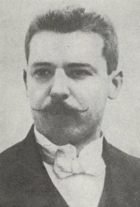
Jan Kříženecký (* 1868)

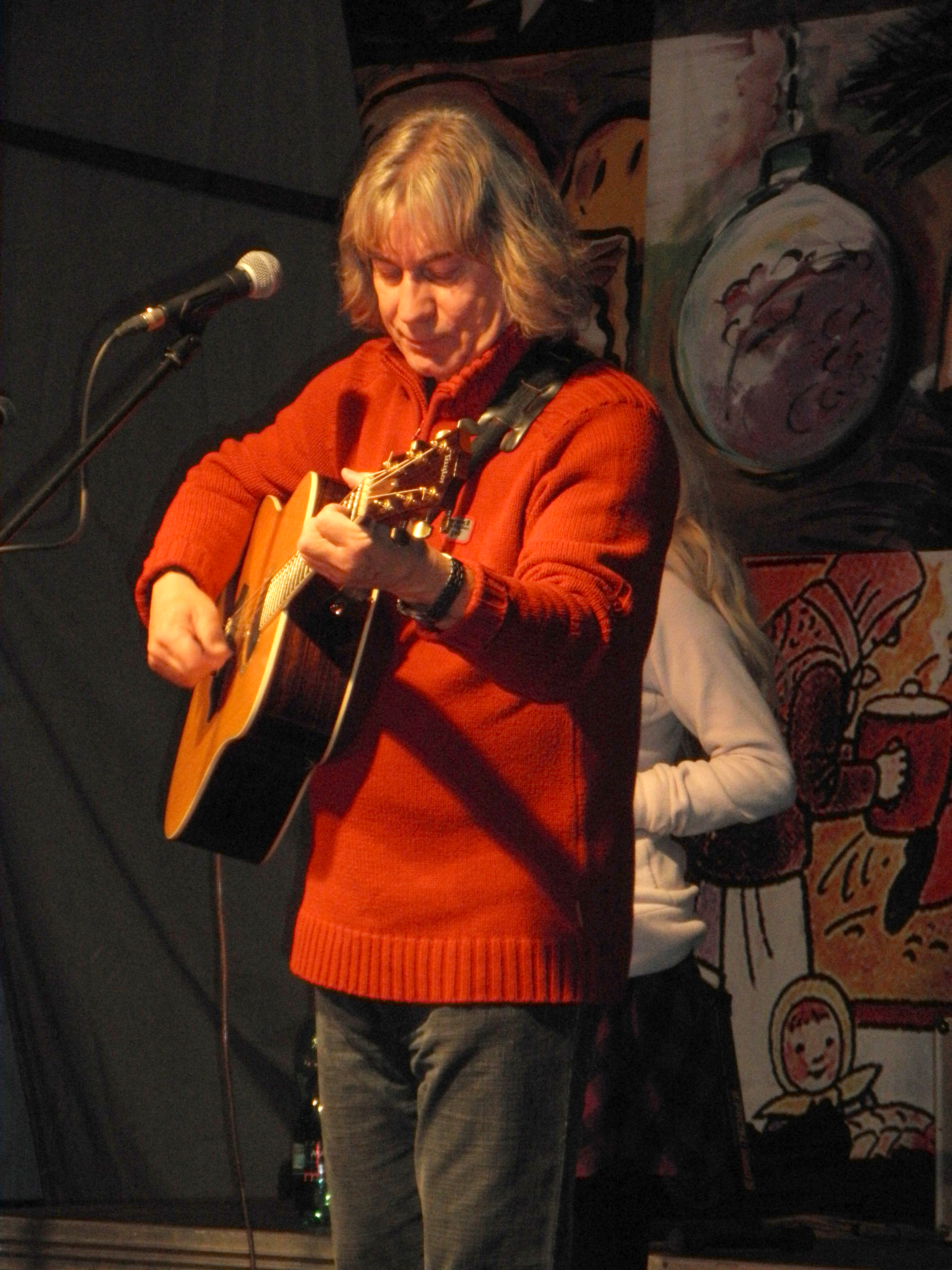
Pavel Žalman Lohonka (* 1946)

- 1865 – František Bohumil Doubek, malíř a ilustrátor († 26. října 1952)
- 1868 – Jan Kříženecký, fotograf a filmař, průkopník české kinematografie († 9. února 1921)
- 1870 – Ignác Josef Preiss, kněz, žatecký děkan († 29. března 1966)
- 1875 – Jan Trefný, malíř († 19. září 1943)
- 1880 – František Souček, hudební skladatel († 4. ledna 1952)
- 1883 – Jaroslav Rijaček, český malíř a autor poštovních známek († ?)
- 1884 – Fridolín Macháček, plzeňský muzeolog, archivář a historik († 29. března 1954)
- 1887 – Pavel Jáchym Šebesta, misionář, etnograf, antropolog a lingvista († 17. září 1967)
- 1898 – Evžen Linhart, český architekt († 29. prosince 1949)
- 1901
  - Josef Ouředník, účastník protinacistického odboje († 13. září 1944)
  - Jaromír Jiroutek, kladenský pediatr († 17. března 1971)
- 1911 – Darja Hajská, zpěvačka, herečka a spisovatelka († 18. března 1981)
- 1912 – Jozef Kyselý, ministr vlád Československa († 21. července 1998)
- 1916 – Karel Vaš, soudce a prokurátor vykonstruovaných komunistických soudních procesů († 8. prosince 2012)
- 1920 – Alena Maxová, překladatelka a rozhlasová redaktorka († 18. února 2013)
- 1924 – Vladimír Hrubý, herec († 30. července 1986)
- 1933 – Luděk Munzar, herec († 26. ledna 2019)
- 1937 – Emil Sirotek, český kameraman († 1. října 1999)
- 1941 – Pavel Baňka, fotograf
- 1946 – Pavel Žalman Lohonka, folkový písničkář
- 1947 – Karel Kodejška, český skokan na lyžích
- 1949 – Anton Markoš, český teoretický biolog
- 1950 – Zuzana Ondrouchová, herečka († 3. února 1978)
- 1951 – Pavla Vošahlíková, česká historička
- 1952 – Jindřich Martiš, český horolezec a filmař († 5. listopadu 1997)
- 1954 – Josef Dolista, kněz, teolog a filosof
- 1957 – Aleš Jarý, herec († 5. červenec 2015)
- 1958 – Petr Svobodný, český historik
- 1963 – Radek Fukala, historik
- 1973 – Marian Vojtko, zpěvák
- 1979 – Marek Pinc, hokejový brankář
- 1980 – Ivan Bartoš, politik
- 1981
  - Radek Šírl, fotbalový obránce/záložník
  - Martin Živný, fotbalový obránce
- 1985 – Jan Štohanzl, fotbalový záložník
- 1988 – Jan Blažek, fotbalový útočník
- 1993 – Eva Hacurová, herečka
- 1996 – Kateřina Svitková, fotbalistka
- 2006 – Karolína Jarošová, atletka

### Svět

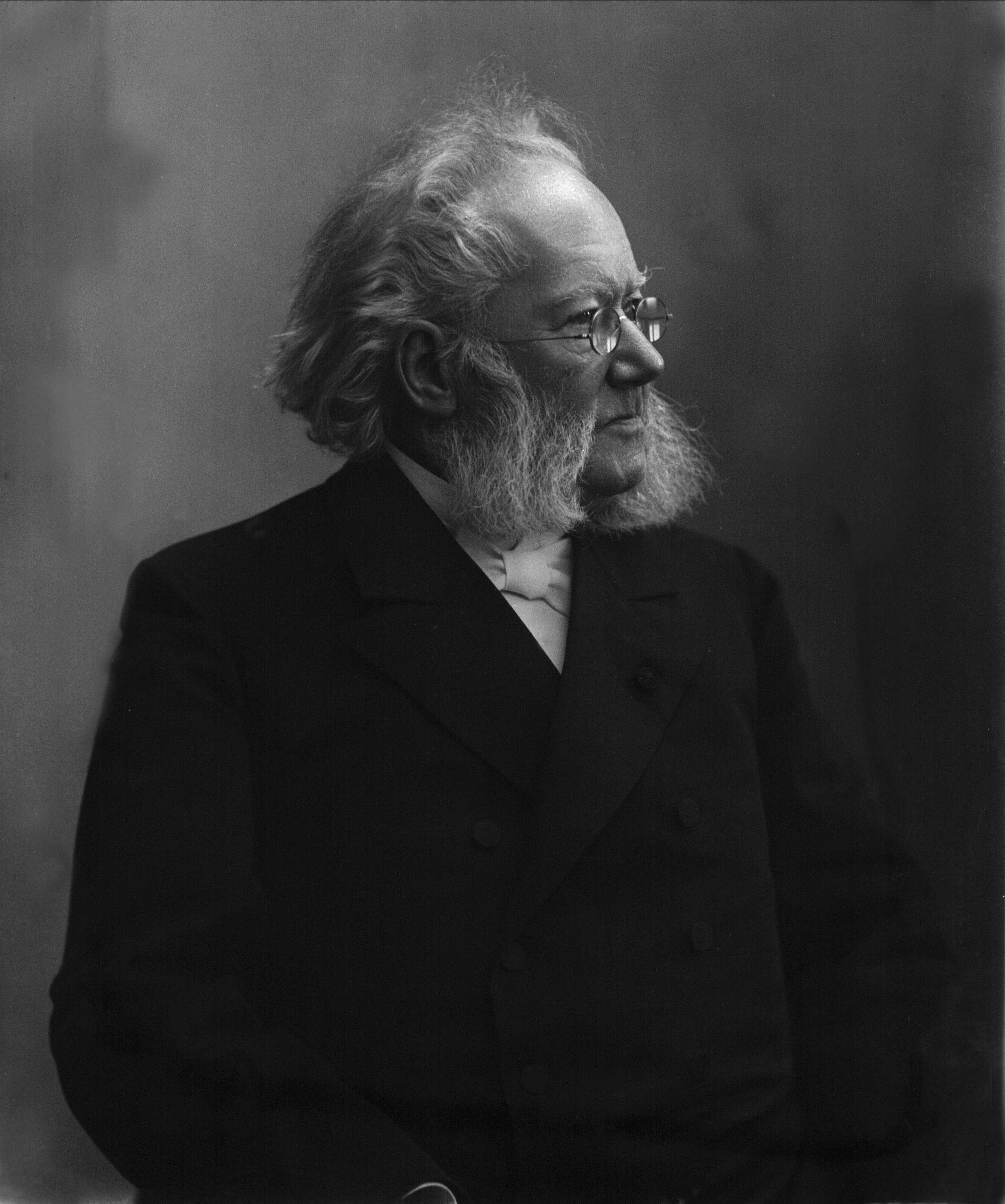
Henrik Ibsen (* 1828)

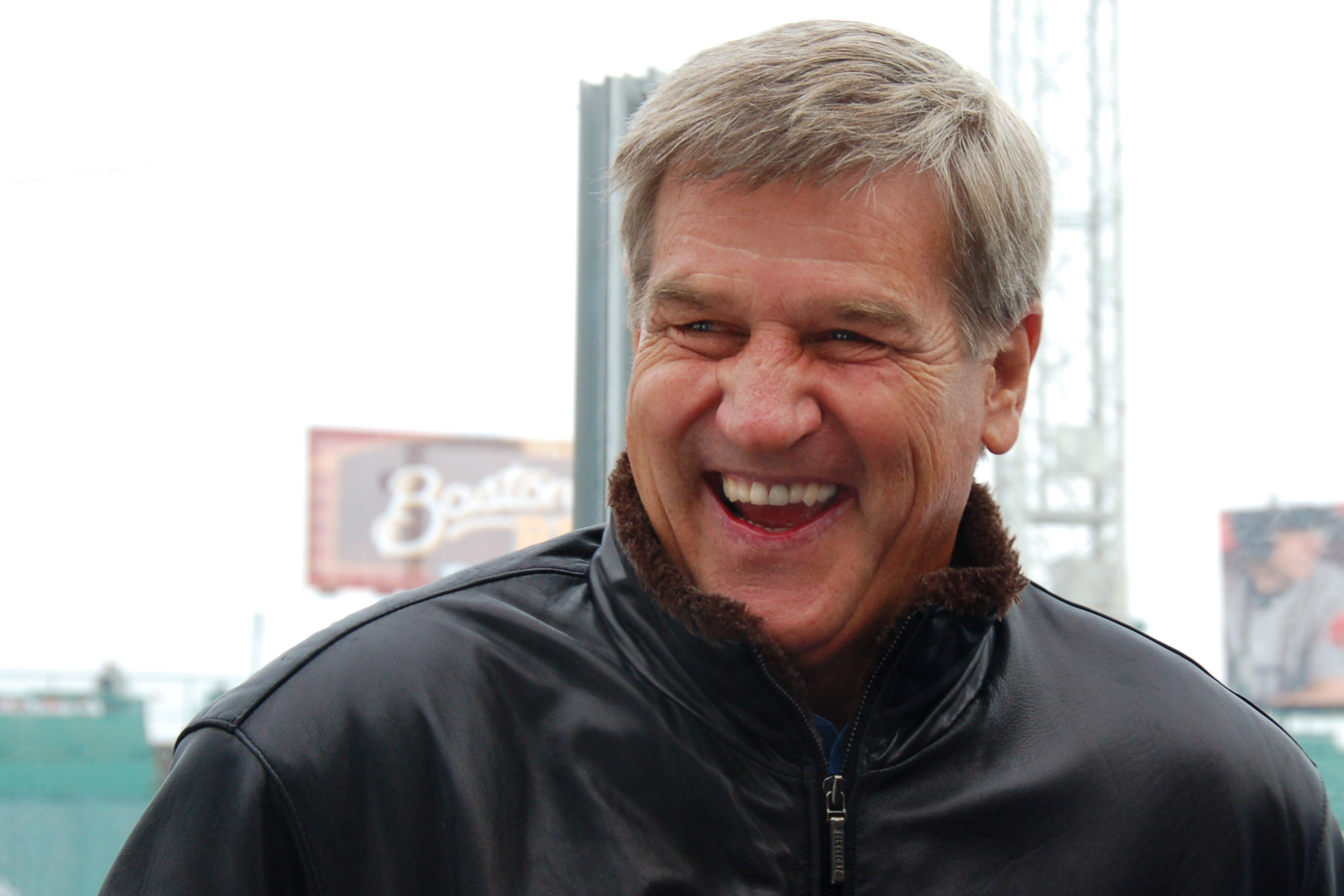
Bobby Orr (* 1948)

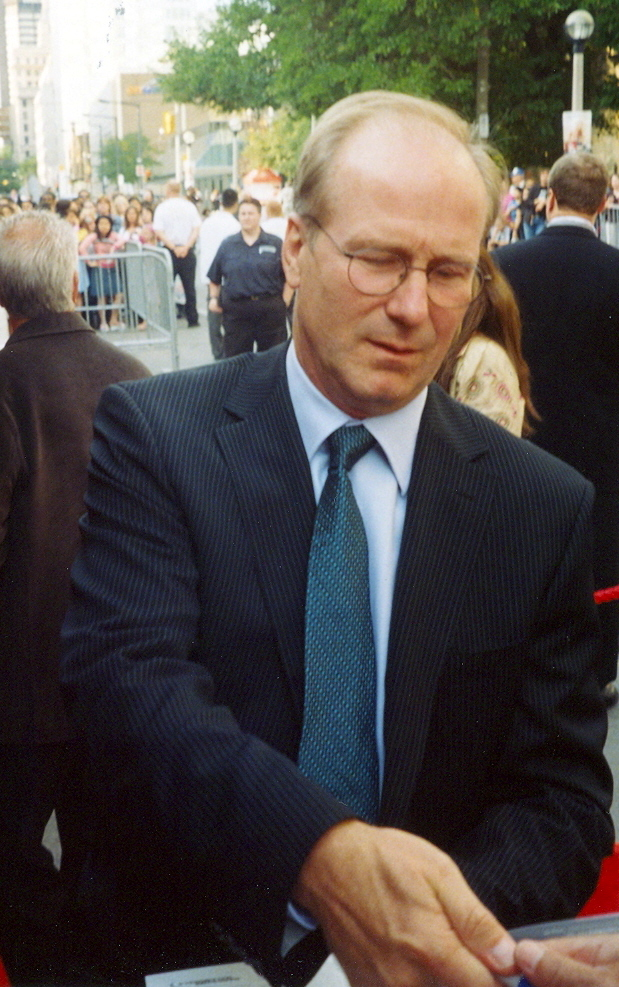
William Hurt (* 1950)

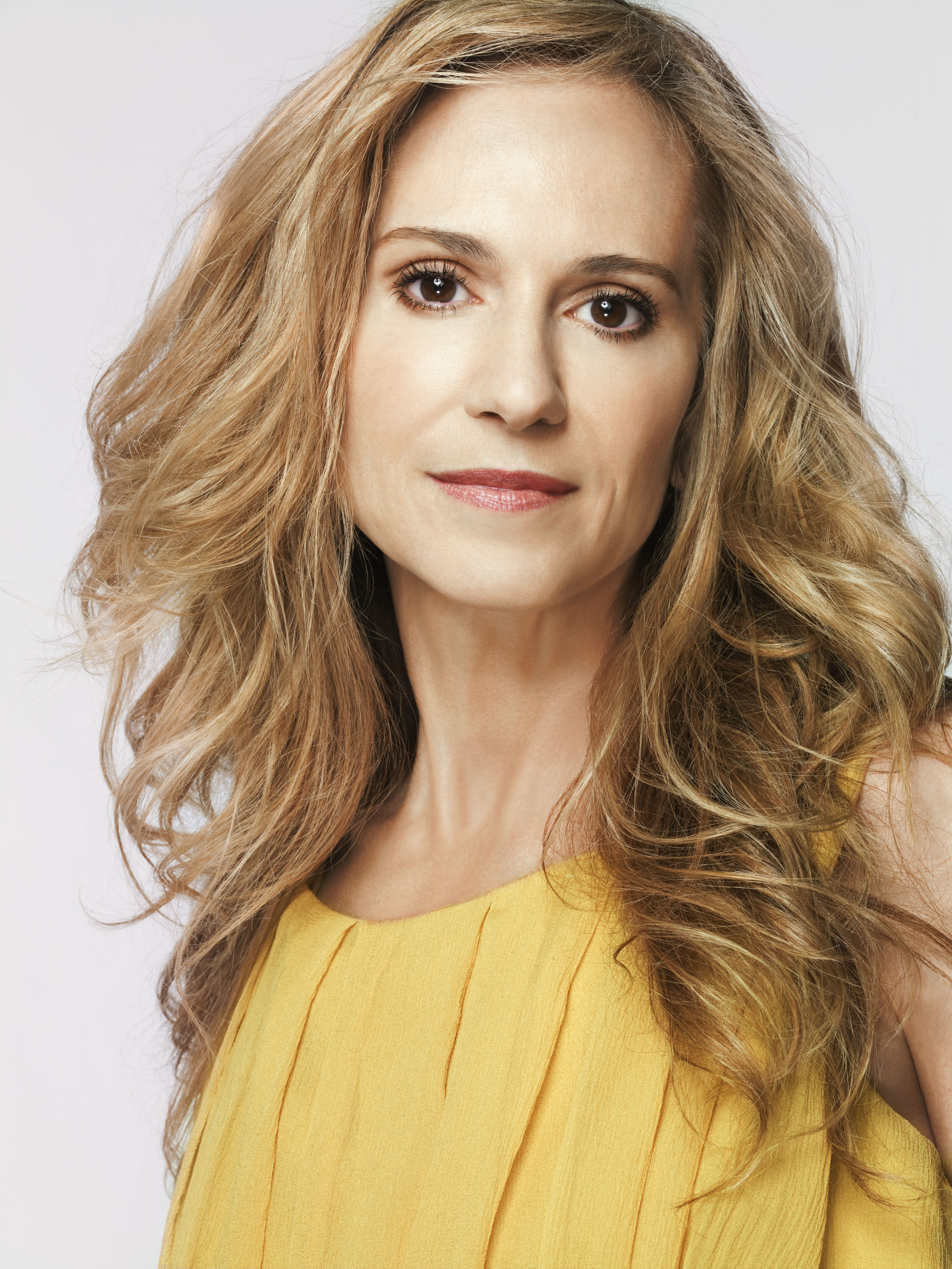
Holly Hunter (* 1958)

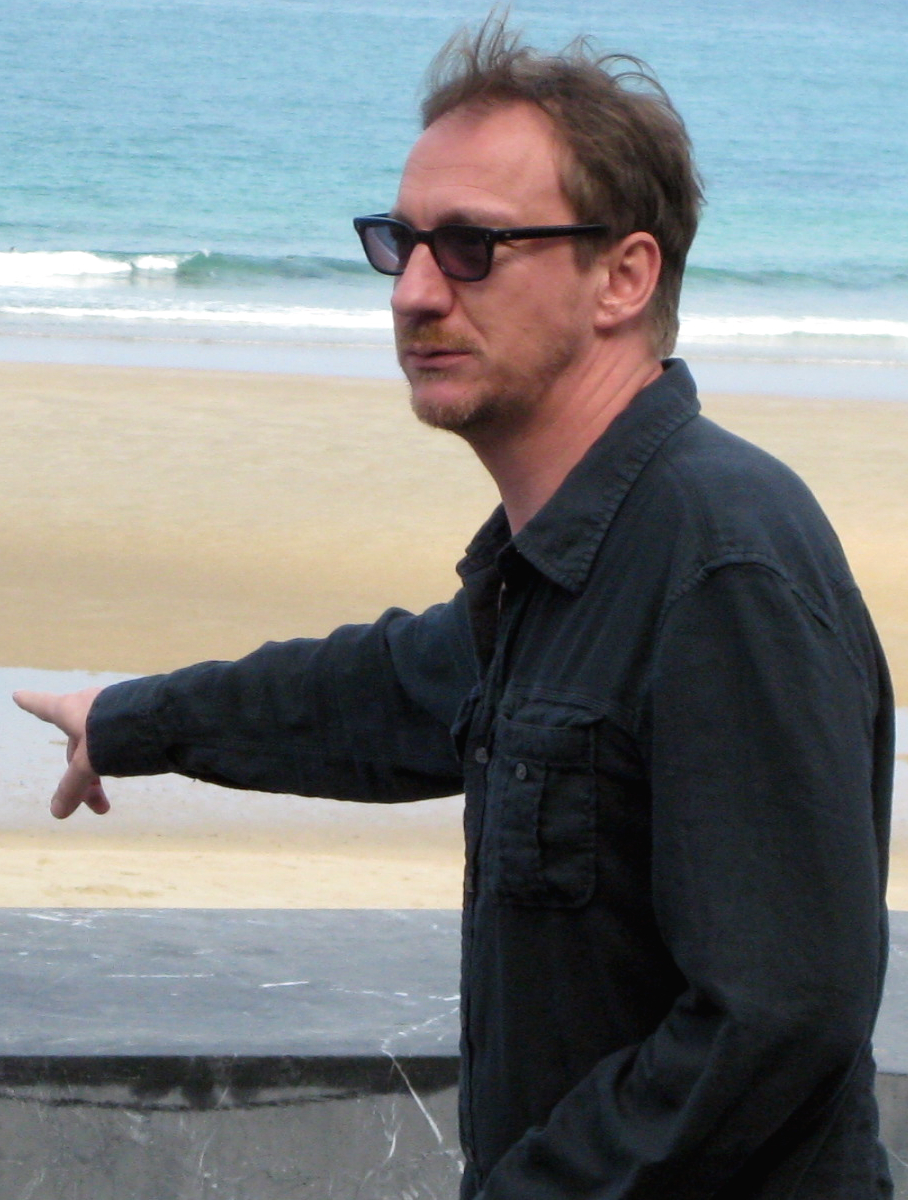
David Thewlis (* 1963)

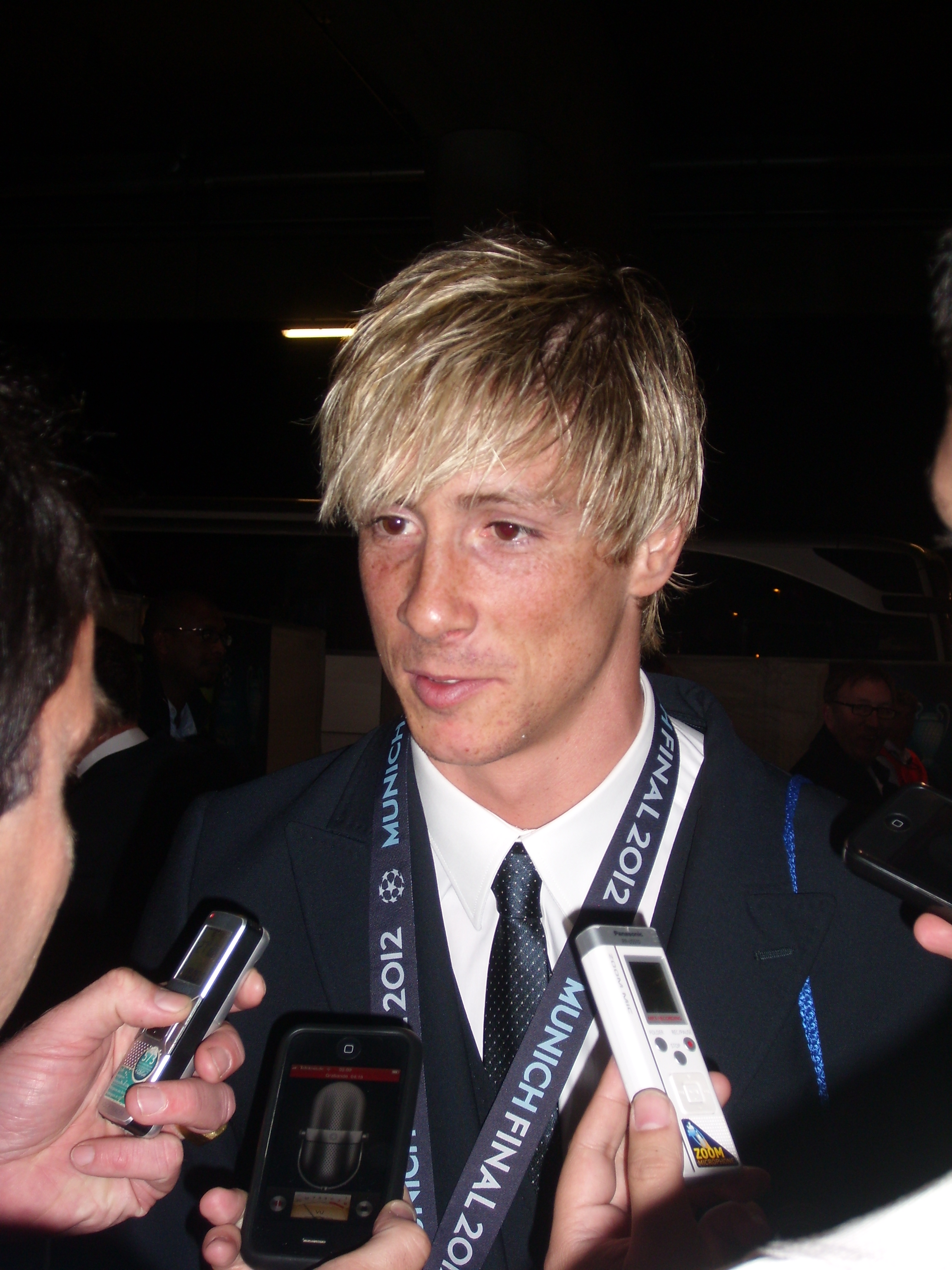
Fernando Torres (* 1984)

- 43 př. n. l. – Publius Ovidius Naso, římský básník († 17)
- 1439 – Jana Portugalská, kastilská královna († 12. prosince 1475)
- 1479 – Hippolit Estei, italský kardinál a arcibiskup ostřihomský a milánský († 3. září 1520)
- 1635 – Alžběta Amálie Hesensko-Darmstadtská, německá šlechtična a falcká kurfiřtka († 4. srpna 1709)
- 1671 – Kristýna Luisa Öttingenská, brunšvicko-wolfenbüttelská vévodkyně, babička císařovny Marie Terezie († 3. září 1747)
- 1680 – Emanuele d'Astorga, italský barokní skladatel († 1757)
- 1725 – Abdulhamid I., osmanský sultán († 7. dubna 1789)
- 1741 – Jean-Antoine Houdon, francouzský sochař († 15. července 1828)
- 1762 – Marie Terezie Habsbursko-Lotrinská, dcera císaře Josefa II. († 23. ledna 1770)
- 1770 – Friedrich Hölderlin, německý lyrik († 6. června 1843)
- 1811
  - Napoleon II., syn Napoleona I. († 22. července 1832)
  - George Caleb Bingham, americký malíř († 7. července 1879)
- 1812 – Auguste Mestral, francouzský fotograf († 1. března 1884)
- 1819 – Roger Fenton, britský válečný fotograf († 8. srpna 1869)
- 1820 – Alexandr Ioan Cuza, kníže Valašska a Moldávie († 15. května 1873)
- 1827 – Alfred Assollant, francouzský spisovatel († 3. března 1886)
- 1828 – Henrik Ibsen, norský dramatik († 23. května 1906)
- 1830 – Andrew Joseph Russell, americký fotograf († 22. září 1902)
- 1838 – Ferdinand Zirkel, německý geolog († 12. června 1912)
- 1851 – Fridtjuv Berg, švédský politik († 29. února 1916)
- 1856 – Frederick Winslow Taylor, strojní inženýr († 21. března 1915)
- 1870 – Paul von Lettow-Vorbeck, německý generál († 9. března 1964)
- 1876 – Račija Ačarjan, arménský lingvista († 16. dubna 1963)
- 1878 – Jindřich XXIV. z Reussu, poslední kníže starší linie Reussů († 13. října 1927)
- 1879 – Maud Leonora Menten, kanadská lékařka a biochemička († 26. červen 1960)
- 1881 – Madame d’Ora, rakouská fotografka († 30. října 1963)
- 1882 – René Coty, prezident Francouzské republiky († 22. listopadu 1962)
- 1887 – Joseph Orbeli, ruský orientalista arménského původu († 2. února 1961)
- 1895 – August Emil Fieldorf, polský voják a národní hrdina († 24. února 1953)
- 1901 – Antonín Rakousko-Toskánský, rakouský arcivévoda a princ toskánský († 22. října 1987)
- 1904
  - Hans Neuburg, švýcarský grafik českého původu († 1983)
  - Burrhus Frederic Skinner, americký psycholog († 18. srpna 1990)
- 1905 – Raymond Cattell, americký psycholog († 2. února 1998)
- 1910 – Lütfiye Sultan, osmanská princezna a vnučka sultána Mehmeda V. († 11. června 1997)
- 1911
  - Alfonso García Robles, mexický diplomat, Nobelova cena za mír 1982 († 2. září 1991)
  - Žofie Sasko-Výmarsko-Eisenašská, schwarzburská kněžna († 21. listopadu 1988)
- 1912 – Miklós Szabados, maďarský stolní tenista († 12. ledna 1962)
- 1914 – Emil Ruder, švýcarský typograf a grafický designér († 13. března 1970)
- 1915
  - Svjatoslav Richter, ruský klavírista († 1. srpna 1997)
  - Rudolf Kirchschläger, prezident Rakouska († 30. března 2000)
- 1916 – Pierre Messmer, premiér Francie († 29. srpna 2007)
- 1917 – Vera Lynn, britská zpěvačka, textařka, a herečka († 18. června 2020)
- 1918
  - Bernd Alois Zimmermann, západoněmecký skladatel († 10. srpna 1970)
  - Marian McPartland, britská klavíristka († 20. srpna 2013)
- 1921 – Alfréd Rényi, maďarský matematik († 1. února 1970)
- 1923 – Viktor Kubal, slovenský výtvarník († 24. dubna 1997)
- 1924 – Jozef Kroner, slovenský herec († 12. března 1998)
- 1928 – Jerome Biffle, americký olympijský vítěz ve skoku do dálky († 4. září 2002)
- 1929
  - Ilse Tielsch, rakouská spisovatelka († 21. února 2023)
  - Sonny Russo, americký jazzový pozounista († 23. února 2013)
- 1930 – Thomas Stafford Williams, novozélandský kardinál († 22. prosince 2023)
- 1933
  - Aimée Beekmanová, estonská spisovatelka a scenáristka
  - Henryk Muszyński, arcibiskup metropolita hnězdenský, polský primas
  - Othar Čiladze, gruzínský básník a romanopisec († 1. října 2009)
- 1936 – Harold Mabern, americký klavírista († 19. září 2019)
- 1937 – Jerry Reed, americký herec, skladatel a country zpěvák († 1. září 2008)
- 1938 – Sergej Petrovič Novikov, ruský matematik
- 1939 – Brian Mulroney, kanadský politik a premiér († 29. února 2024)
- 1940 – Mary Ellen Mark, americká fotografka († 25. května 2015)
- 1943
  - Gerard Malanga, americký fotograf, filmový producent, básník
  - Richard Rohr, americký františkánský kazatel a spisovatel
- 1944
  - Dieter Grahn, východoněmecký veslař, olympijský vítěz
  - Erwin Neher, německý biofyzik, buněčný fyziolog a pedagog, nositel Nobelovy ceny za fyziologii a lékařství
- 1945 – Fedor Gál, slovenský politik, sociolog, prognostik a podnikatel
- 1948
  - Bobby Orr, kanadský hokejista
  - John de Lancie, americký herec
- 1949 – Josip Bozanić, chorvatský kardinál
- 1950
  - William Hurt, americký herec († 13. března 2022)
  - Carl Palmer, britský rockový bubeník
- 1951
  - Jimmie Vaughan, americký bluesový kytarista a zpěvák
  - Fero Fenič, slovenský režisér
- 1957 – Spike Lee, americký režisér a herec
- 1958 – Holly Hunter, americká herečka
- 1963 – David Thewlis, anglický herec, režisér a kytarista
- 1967
  - Marc Warren, anglický herec
  - Xavier Beauvois, francouzský herec, režisér a scenárista
  - Jonas Thern, bývalý švédský fotbalista
- 1968 – Lawrence Makoare, novozélandský herec
- 1969 – Fabien Galthié, francouzský ragbista
- 1970 – Michael Rapaport, americký herec a režisér
- 1976 – Chester Bennington, americký zpěvák, člen skupiny Linkin Park († 20. července 2017)
- 1984 – Fernando Torres, španělský fotbalista
- 2000 – Hwang Hyunjin, korejský zpěvák, člen skupiny Stray kids

## Úmrtí
Automatický abecedně řazený seznam viz Kategorie:Úmrtí 20. března

### Česko
- 1393 – Jan Nepomucký, český kněz a svatý (* mezi 1340 a 1350)
- 1710 – Jan Josef Breuner, arcibiskup pražský (* 20. července 1641)
- 1725 – Samuel Fritz, český misionář, cestovatel a kartograf (* 9. dubna 1654)
- 1738 – Evžen Tyttl, opat kláštera v Plasích (* 18. listopadu 1666)
- 1812 – Jan Ladislav Dusík (Dussek), český hudební skladatel a klavírista (* 12. února 1760)
- 1834 – Michael Schuster, česko-německý právník, vysokoškolský učitel a rektor Karlo-Ferdinandovy univerzity (* 7. dubna 1767)
- 1890 – Jan Schwetz, děkan olomoucké teologické fakulty (* 19. června 1803)
- 1896 – Antonín Husák, kněz, poslanec Českého zemského sněmu (* 1819)
- 1917 – Otto Boleška, český divadelní herec (* 23. března 1880)
- 1922 – Karel Sokol, český nacionalistický politik (* 5. října 1867)
- 1926 – Josef Probošt, rolník, povozník, řezbář (* 25. března 1849)
- 1936 – František Borový, český nakladatel (* 31. ledna 1874)
- 1939
  - Valeš Lísa, sběratel slováckých lidových písní (* 15. února 1867)
  - Emanuel Vencl, československý politik (* 28. dubna 1874)
- 1940 – Josef Schránil, český archeolog (* 5. dubna 1883)
- 1945 – Jaroslav Kratochvíl, český spisovatel (* 17. ledna 1885)
- 1946 – Viktorin Šulc, český architekt a malíř (* 9. října 1870)
- 1955 – Marian Schaller, převor Emauzského kláštera v Praze, oběť komunismu (* 13. února 1892)
- 1957 – Míla Pačová, česká herečka (* 11. dubna 1887)
- 1972 – Albert Pek, český folklorista, dirigent a hudební skladatel (* 21. října 1893)
- 1973 – Karel Sup, český malíř (* 27. ledna 1897)
- 1993 – Ivan Hrbek, orientalista, historik a překladatel z arabštiny (* 2. června 1923)
- 1998 – Adolf Turek, historik, archivář a politik (* 20. února 1911)
- 2007 – Ota Karen, ekonom, právník, představitel mezinárodního družstevního hnutí (* 20. května 1931)
- 2009 – Jaroslav Pitner, bývalý trenér národního československého hokejového družstva (* 7. února 1926)
- 2014 – Naděžda Sobotková, tanečnice, baletní mistryně a pedagožka (* 20. dubna 1923)
- 2015
  - Josef Mikoláš, československý hokejový brankář (* 23. ledna 1938)
  - Petr Vopěnka, český matematik a exministr školství (* 16. května 1935)
- 2016 – Otto Pick, diplomat, politolog a ředitel rádia Svobodná Evropa (* 4. března 1925)

### Svět

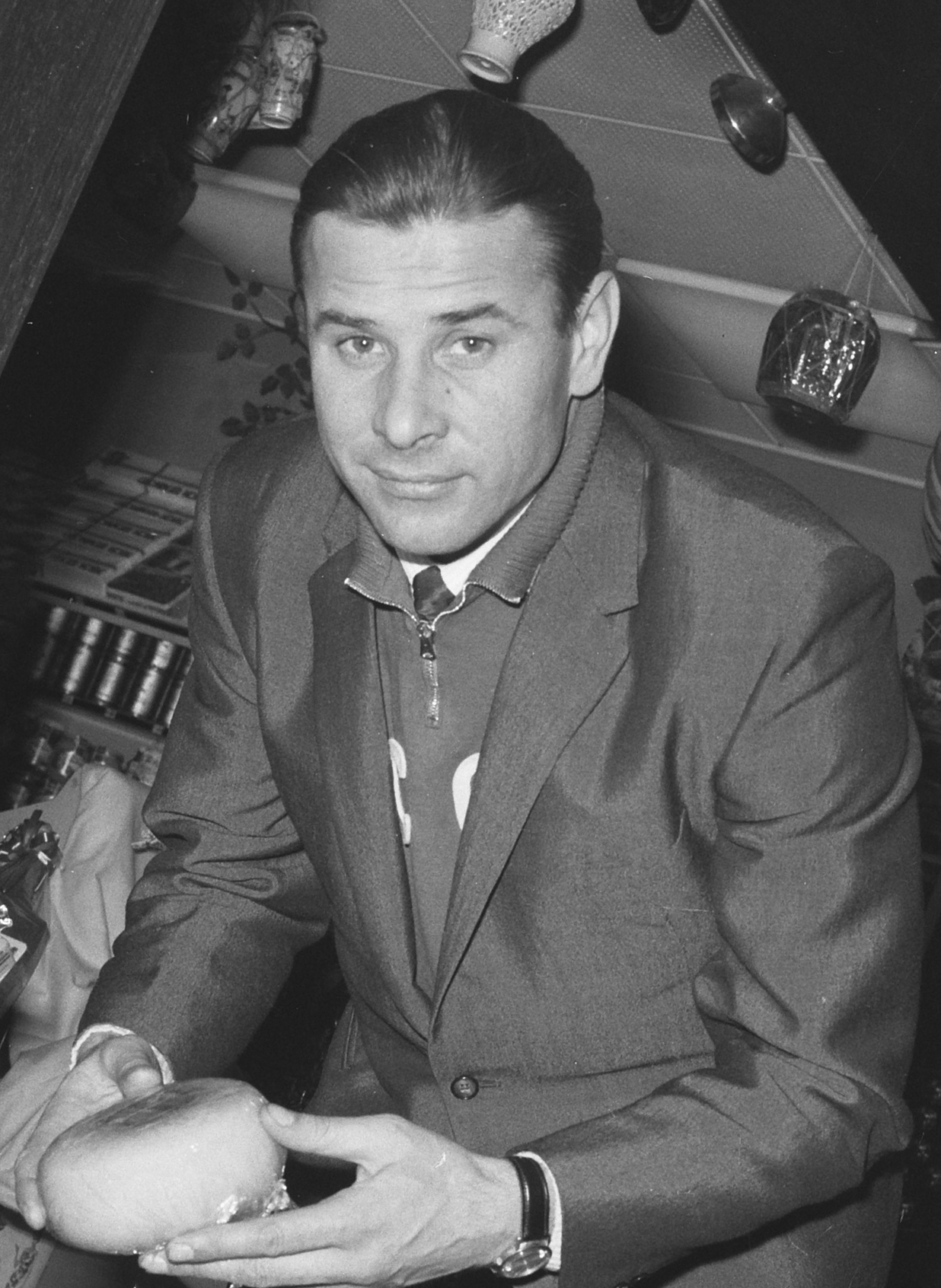
Lev Jašin († 1990)

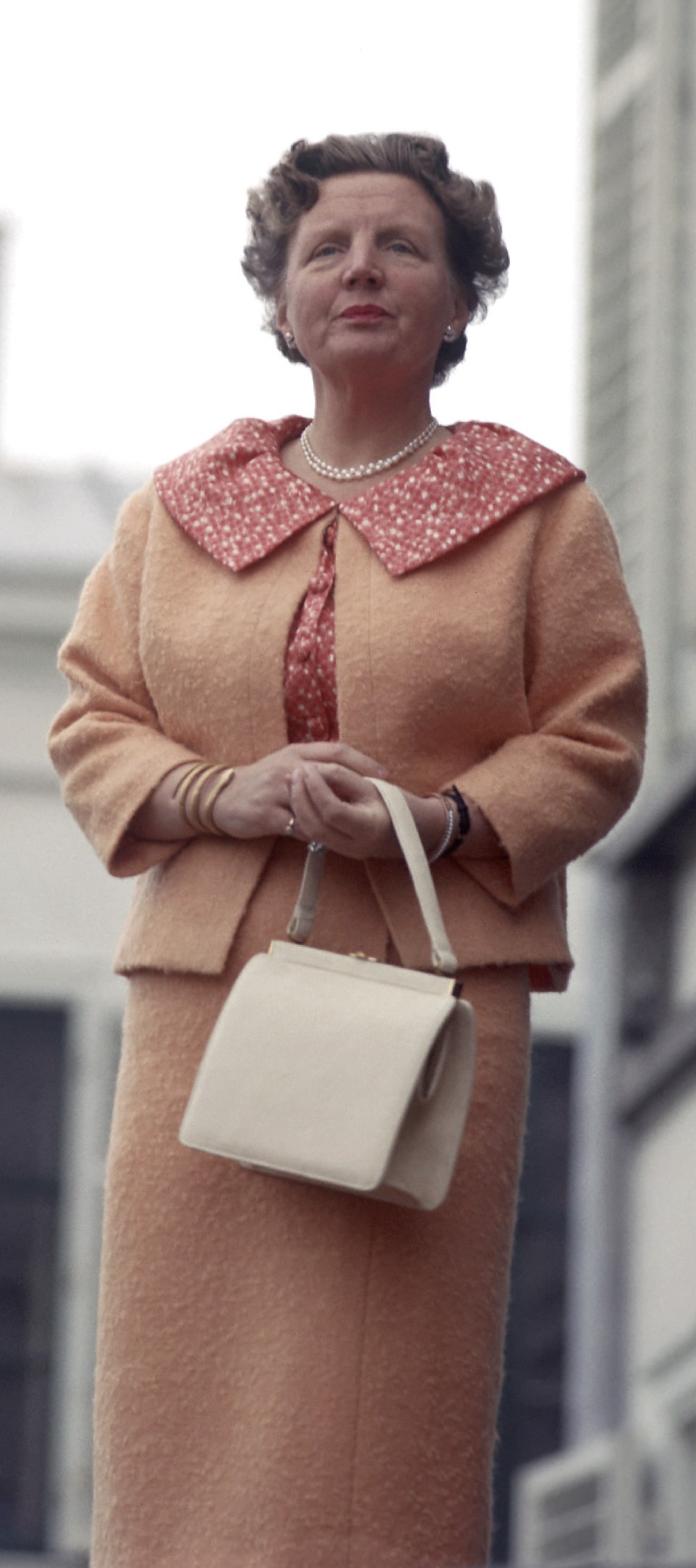
Juliána Nizozemská († 2004)

- 0851 – Irmingarda z Tours, římská císařovna, franská a italská královna (* 805)
- 1413 – Jindřich IV. Anglický, anglický král (* 3. dubna 1366)
- 1568 – Albrecht Braniborsko-Ansbašský, pruský kníže, poslední velmistr řádu německých rytířů v Prusku (* 16. května 1490)
- 1610 – Anna Marie Švédská, dcera švédského krále Gustava I. Vasy (* 19. června 1545)
- 1619 – Matyáš Habsburský, císař římský, král český a arcivévoda rakouský (* 24. února 1557)
- 1665 – Giovanni Battista Alouisi, italský barokní hudební skladatel (* okolo 1600)
- 1684 – Claude Bazin de Bezons, francouzský právník a politik (* 1617)
- 1668 – Marie Oranžsko-Nasavská, nizozemská princezna (* 1642)
- 1728 – Camille d'Hostun, vévoda de Tallard, francouzský vojevůdce (* 14. února 1652)
- 1746 – Nicolas de Largillière, francouzský barokní malíř (* 10. října 1656)
- 1751 – Frederik Ludvík Hannoverský, britský princ (* 20. ledna 1707)
- 1818 – Johann Nikolaus Forkel, německý varhaník a hudební vědec (* 22. února 1749)
- 1855 – Joseph Aspdin, britský výrobce portlandského cementu (* 1778)
- 1872 – Andreas Groll, rakouský fotograf, autor prvních fotografií Prahy (* 30. listopadu 1812)
- 1877 – Karel Hesenský, německý šlechtic a hesenský princ (* 23. dubna 1809)
- 1878 – Julius Robert von Mayer, německý lékař a fyzik (* 25. listopadu 1814)
- 1889 – Josef Johann Mann, rakouský entomolog, sběratel, cestovatel a malíř (* 19. května 1804)
- 1894 – Lajos Kossuth, maďarský politik, spisovatel a revolucionář (* 19. září 1802)
- 1898 – Ivan Ivanovič Šiškin, ruský malíř a grafik (* 25. ledna 1832)
- 1899 – Franz von Hauer, rakouský geolog a paleontolog (* 30. ledna 1822)
- 1911 – Adalbert Cziráky, uherský šlechtic, politik a diplomat (* 23. května 1852)
- 1925 – George Curzon, britský státník, indický místokrál a generální guvernér Indie (* 11. ledna 1858)
- 1926 – Luisa Švédská, dánská královna (* 31. října 1851)
- 1929 – Ferdinand Foch, francouzský vojevůdce (* 1851)
- 1931 – Hermann Müller, německý říšský kancléř (* 18. května 1876)
- 1934 – Emma Waldecko-Pyrmontská, nizozemská královna a regentka (* 2. srpna 1858)
- 1945 – Ladislav Rašín, český právník a politik (* 22. června 1900)
- 1947 – Heinrich Schwarz, německý válečný zločinec (* 14. června 1906)
- 1948 – Avetis Aharonjan, prezident Arménie (* 1866)
- 1950 – Walter Eucken, německý ekonom (* 17. ledna 1891)
- 1956 – Wilhelm Miklas, třetí prezident Rakouska (* 15. října 1872)
- 1957 – Charles Kay Ogden, anglický spisovatel a lingvista (* 1. června 1889)
- 1960 – Ioannis Georgiadis, řecký šermíř, olympijský vítěz (* 24. března 1876)
- 1962 – Charles Wright Mills, americký sociolog (* 28. srpna 1916)
- 1967 – Karl Gustav Bruchmann, německý archivář, filolog a historik (* 2. října 1902)
- 1968 – Carl Theodor Dreyer, dánský filmový režisér (* 3. února 1889)
- 1975 – Jakub Jindřich Bourbonský, hlava dynastie Bourbon-Anjou (* 23. června 1908)
- 1978
  - Robert Gilbert, německý hudební skladatel (* 29. září 1899)
  - Jacques Brugnon, francouzský tenista (* 11. května 1895)
- 1981
  - Edith Schultze-Westrum, německá herečka (* 30. prosince 1904)
  - Irving Jaffee, americký rychlobruslař, olympijský vítěz (* 15. září 1906)
- 1983 – Ivan Matvejevič Vinogradov, ruský matematik (* 14. září 1891)
- 1990 – Lev Jašin, sovětský fotbalový brankář (* 22. října 1929)
- 1991 – Conor Clapton, syn zpěváka Erica Claptona (po jeho smrti napsal E. Clapton jednu ze svých nejznámějších písní "Tears in Heaven")
- 1993 – Polykarp Kusch, americký fyzik (* 26. ledna 1911)
- 1997 – Ronnie Barron, americký hudebník (* 9. října 1943)
- 2003 – Jozef Vrablec, slovenský teolog (* 4. března 1914)
- 2004 – Juliána Nizozemská, nizozemská královna (* 30. dubna 1909)
- 2006 – John Morressy, americký spisovatel fantasy a sci-fi (* 8. prosince 1930)
- 2009 – Mel Brown, americký bluesový zpěvák a kytarista (* 7. října 1939)
- 2010
  - Girija Prasad Koirala, bývalý nepálský premiér (* 20. února 1925)
  - Paul Marx, americký katolický kněz, benediktinský mnich a spisovatel (* 8. května 1920)
- 2015 – Malcolm Fraser, ministerský předseda Austrálie (* 21. května 1930)
- 2019 – Milan Píka, slovenský a český brigádní generál, příslušník RAF (* 28. července 1922)
- 2020 – Kenny Rogers, americký zpěvák, kytarista, klavírista, fotograf, herec a producent (* 21. srpna 1938)

## Svátky

### Česko
- 1. jarní den (nastává-li rovnodennost)
- Den českých skeptiků[1]
- Světlana, Světla
- Arnolda
- Klaudie
- Olbram
- Roxana
- Vok
- Archip

### Svět
- Světový den divadla pro děti a mládež
- Světový den vyprávění příběhů
- Světový den frankofonie
- Světový den vrabců (World Sparrow Day)
- Mezinárodní den štěstí
- Světový den ústního zdraví
- Slovensko – Víťazoslav
- Írán – Den znárodnění ropného průmyslu
- Írán – Nový rok Nourúz (nastává-li rovnodennost)
- Tunisko – Den nezávislosti
- Japonsko – Šunbun no hi (nastává-li rovnodennost)

## Pranostiky

### Česko
- Na svatého Jáchyma skončila se už zima.

| 20. březen v pražském KlementinuÚdaje jsou platné k 8. 7. 2025. | 20. březen v pražském KlementinuÚdaje jsou platné k 8. 7. 2025. | 20. březen v pražském KlementinuÚdaje jsou platné k 8. 7. 2025. |
| minimum                                                         | denní průměr                                                    | maximum                                                         |
| --------------------------------------------------------------- | --------------------------------------------------------------- | --------------------------------------------------------------- |
| −10,7 °C (1865)                                                 | 5,4 °C (od 1961)                                                | 19,9 °C (2014)                                                  |